# Trigonophasmus terebrans
Trigonophasmus terebrans är en stekelart som först beskrevs av Embrik Strand 1911.  Trigonophasmus terebrans ingår i släktet Trigonophasmus och familjen bracksteklar. Inga underarter finns listade i Catalogue of Life.